# 弗雷德里克·沃勒
弗雷德里克·沃勒（法語：Frédéric Volle，1966年2月4日—），法国男子手球运动员。他曾代表法国参加1992年和1996年夏季奥林匹克运动会手球比赛，其中1992年奥运会获得一枚铜牌。